# 尉遅勝
尉遅勝（うっち しょう、生没年不詳）は、ホータン王国の国王。安禄山の乱のとき、唐を援助した。

## 経歴
ホータン王国国王の尉遅珪の長男として生まれた。若くして王位を継ぎ、天宝年間に唐に入朝して、名玉・良馬を献上した。玄宗は宗室の娘を尉遅勝の妻とし、尉遅勝を右威衛将軍・毗沙府都督に任じた。尉遅勝は帰国すると、安西節度使の高仙芝とともに薩毗・播仙を攻撃して破った。功績により銀青光禄大夫の位を受け、鴻臚卿となった。のちに光禄卿に転じた。 
安禄山が乱を起こすと、尉遅勝は弟の尉遅曜に国政を任せ、兵5000人を率いて唐朝を救おうとした。ホータンの国人たちが尉遅勝を引き止めようとしたので、尉遅勝は末娘を人質として残して進発した。粛宗は尉遅勝を賞賛して、特進に任じ、殿中監を兼職させた。広徳年間、驃騎大将軍に進んだ。代宗は尉遅勝を帰国させようとしたが、尉遅勝は宿衛に残らせてもらうよう請願した。開府儀同三司の位を加えられ、武都郡王に封ぜられ、実封100戸を受けた。尉遅勝は本国の王位を尉遅曜に継がせるよう請願して、認可された。長安に留まって、都の私邸に池を掘り、亭を築いて、賓客をもてなし、士大夫と交遊した。783年、徳宗に従って奉天にいたり、右領軍将軍となり、睦王李述の傅をつとめた。785年、尉遅曜が尉遅勝の子の尉遅鋭に王位を継がせるよう請願したので、徳宗は尉遅鋭を帰国させて王位を継がせようとした。尉遅勝は、尉遅鋭が長安での生活が長く、故国の風俗に慣れていないとしてこれを固辞した。兄弟が国を譲りあったことを、当時の人は美談として語った。睦王の王府が廃止されると、尉遅勝は原王李逵の傅に転じた。64歳で世を去った。794年、涼州都督の位を追贈された。

## 伝記資料
- 『旧唐書』巻一百四十四 列伝第九十四「尉遅勝伝」
- 『新唐書』巻一百一十 列伝第三十五「尉遅勝伝」